# Gadomus magnifilis
Gadomus magnifilis är en fiskart som beskrevs av Gilbert och Hubbs 1920. Gadomus magnifilis ingår i släktet Gadomus och familjen skolästfiskar. IUCN kategoriserar arten globalt som otillräckligt studerad. Inga underarter finns listade i Catalogue of Life.